# العسلية (قنا)
قرية العسلية هي إحدى القرى التابعة لمركز قنا في محافظة قنا في جمهورية مصر العربية. حسب إحصاءات سنة 2006، بلغ إجمالي السكان في العسلية 7814 نسمة، منهم 3950 رجل و3864 امرأة.